# Xếp hạng các tổng thống Hoa Kỳ trong lịch sử

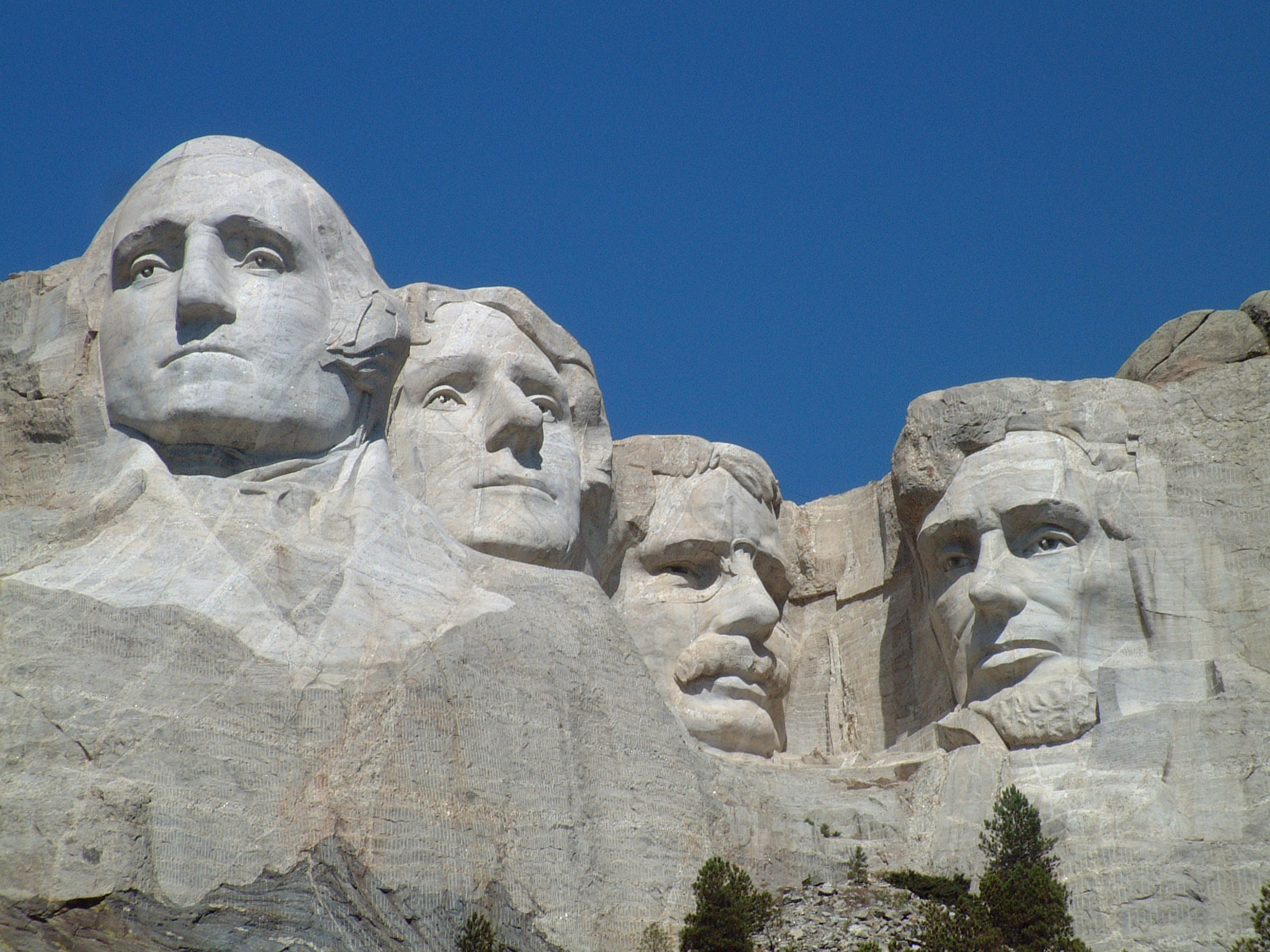
Nhà điêu khắc Gutzon Borglum và tổng thống Calvin Coolidge đã chọn Washington, Jefferson, Theodore Roosevelt và Lincoln cho tác phẩm điêu khắc trên núi Rushmore.

Trong khoa học chính trị, việc xếp hạng các tổng thống Hoa Kỳ trong lịch sử Hoa Kỳ thường dựa theo ý kiến của các nhà sử học và khoa học chính trị. Vị trí của các tổng thống được đánh giá theo những đóng góp của họ cho nước Mỹ và thế giới, các phẩm chất lãnh đạo, những thất bại hoặc sai lầm của từng người trong thời gian làm tổng thống.

## Ý kiến chung
Theo đa số các cuộc thăm dò thì George Washington, Abraham Lincoln và Franklin D. Roosevelt thường được coi là các tổng thống xuất sắc nhất của Hoa Kỳ. Xếp tiếp theo là hai tổng thống Thomas Jefferson và Theodore Roosevelt. Top 10 tổng thống ngoài 5 người kể trên thường có thêm James Madison, Andrew Jackson, Woodrow Wilson, Harry S. Truman và Dwight D. Eisenhower. Ronald Reagan và John F. Kennedy tuy thường có thứ hạng rất cao trong các cuộc thăm dò xã hội Mỹ nhưng chỉ được đánh giá cao trong một vài bảng xếp hạng của giới học giả. Các tổng thống đứng cuối bảng xếp hạng thông thường gồm Franklin Pierce, Warren G. Harding và James Buchanan. Hai tổng thống William Henry Harrison và James A. Garfield, vốn qua đời không lâu sau khi nhậm chức, đôi khi không được xếp hạng.

## Xếp hạng của giới học giả
Xanh là nhóm đứng đầu.Đỏ là nhóm xếp cuối.
| TT     | Tổng thống             | Schlesinger 1948 | Schlesinger 1962 | Murray-Blessing 1982 | Chicago Tribune 1982 | Siena 1982 | Siena 1990 | Siena 1994 | Ridings- McIver 1996 | CSPAN 1999 | Wall Street Journal 2000 | Siena 2002 | Wall Street Journal 2005 | CSPAN 2009 |
| ------ | ---------------------- | ---------------- | ---------------- | -------------------- | -------------------- | ---------- | ---------- | ---------- | -------------------- | ---------- | ------------------------ | ---------- | ------------------------ | ---------- |
| 01     | George Washington      | 02               | 02               | 03                   | 03                   | 04         | 04         | 04         | 03                   | 03         | 01                       | 04         | 01                       | 02         |
| 02     | John Adams             | 09               | 10               | 09                   | 14 (tie)             | 10         | 14         | 12         | 14                   | 16         | 13                       | 12         | 13                       | 17         |
| 03     | Thomas Jefferson       | 05               | 05               | 04                   | 05                   | 02         | 03         | 05         | 04                   | 07         | 04                       | 05         | 04                       | 07         |
| 04     | James Madison          | 14               | 12               | 14                   | 17                   | 09         | 08         | 09         | 10                   | 18         | 15                       | 09         | 17                       | 20         |
| 05     | James Monroe           | 12               | 18               | 15                   | 16                   | 15         | 11         | 15         | 13                   | 14         | 16                       | 08         | 16                       | 14         |
| 06     | John Quincy Adams      | 11               | 13               | 16                   | 19                   | 17         | 16         | 17         | 18                   | 19         | 20                       | 17         | 25                       | 19         |
| 07     | Andrew Jackson         | 06               | 06               | 07                   | 06                   | 13         | 09         | 11         | 08                   | 13         | 06                       | 13         | 10                       | 13         |
| 08     | Martin Van Buren       | 15               | 17               | 20                   | 18                   | 21         | 21         | 22         | 21                   | 30         | 23                       | 24         | 27                       | 31         |
| 09     | William Henry Harrison | –                | –                | –                    | 38                   | 26         | 35         | 28         | 35                   | 37         | –                        | 36         | –                        | 39         |
| 10     | John Tyler             | 22               | 25               | 28                   | 29                   | 34         | 33         | 34         | 34                   | 36         | 34                       | 37         | 35                       | 35         |
| 11     | James K. Polk          | 10               | 08               | 12                   | 11                   | 12         | 13         | 14         | 11                   | 12         | 10                       | 11         | 09                       | 12         |
| 12     | Zachary Taylor         | 25               | 24               | 27                   | 28                   | 29         | 34         | 33         | 29                   | 28         | 31                       | 34         | 33                       | 29         |
| 13     | Millard Fillmore       | 24               | 26               | 29                   | 31                   | 32         | 32         | 35         | 36                   | 35         | 35                       | 38         | 36                       | 37         |
| 14     | Franklin Pierce        | 27               | 28               | 31                   | 35                   | 35         | 36         | 37         | 37                   | 39         | 37                       | 39         | 38                       | 40         |
| 15     | James Buchanan         | 26               | 29               | 33                   | 36                   | 37         | 38         | 39         | 40                   | 41         | 39                       | 41         | 40                       | 42         |
| 16     | Abraham Lincoln        | 01               | 01               | 01                   | 01                   | 03         | 02         | 02         | 01                   | 01         | 02                       | 02         | 02                       | 01         |
| 17     | Andrew Johnson         | 19               | 23               | 32                   | 32                   | 38         | 39         | 40         | 39                   | 40         | 36                       | 42         | 37                       | 41         |
| 18     | Ulysses S. Grant       | 28               | 30               | 35                   | 30                   | 36         | 37         | 38         | 38                   | 33         | 32                       | 35         | 29                       | 23         |
| 19     | Rutherford B. Hayes    | 13               | 14               | 22                   | 22                   | 22         | 23         | 24         | 25                   | 26         | 22                       | 27         | 24                       | 33         |
| 20     | James Garfield         | –                | –                | –                    | 33                   | 25         | 30         | 26         | 30                   | 29         | –                        | 33         | –                        | 28         |
| 21     | Chester A. Arthur      | 17               | 21               | 26                   | 24                   | 24         | 26         | 27         | 28                   | 32         | 26                       | 30         | 26                       | 32         |
| 22, 24 | Grover Cleveland       | 08               | 11               | 17                   | 13                   | 18         | 17         | 19         | 16                   | 17         | 12                       | 20         | 12                       | 21         |
| 23     | Benjamin Harrison      | 21               | 20               | 23                   | 25                   | 31         | 29         | 30         | 31                   | 31         | 27                       | 32         | 30                       | 30         |
| 25     | William McKinley       | 18               | 15               | 18                   | 10                   | 19         | 19         | 18         | 17                   | 15         | 14                       | 19         | 14                       | 16         |
| 26     | Theodore Roosevelt     | 07               | 07               | 05                   | 04                   | 05         | 05         | 03         | 05                   | 04         | 05                       | 03         | 05                       | 04         |
| 27     | William Howard Taft    | 16               | 16               | 19                   | 20                   | 20         | 20         | 21         | 20                   | 24         | 19                       | 21         | 20                       | 24         |
| 28     | Woodrow Wilson         | 04               | 04               | 06                   | 07                   | 06         | 06         | 06         | 06                   | 06         | 11                       | 06         | 11                       | 09         |
| 29     | Warren G. Harding      | 29               | 31               | 36                   | 37                   | 39         | 40         | 41         | 41                   | 38         | 37                       | 40         | 39                       | 38         |
| 30     | Calvin Coolidge        | 23               | 27               | 30                   | 27                   | 30         | 31         | 36         | 33                   | 27         | 25                       | 29         | 23                       | 26         |
| 31     | Herbert Hoover         | 20               | 19               | 21                   | 21                   | 27         | 28         | 29         | 24                   | 34         | 29                       | 31         | 31                       | 34         |
| 32     | Franklin D. Roosevelt  | 03               | 03               | 02                   | 02                   | 01         | 01         | 01         | 02                   | 02         | 03                       | 01         | 03                       | 03         |
| 33     | Harry S. Truman        | –                | 09               | 08                   | 08                   | 07         | 07         | 07         | 07                   | 05         | 07                       | 07         | 07                       | 05         |
| 34     | Dwight D. Eisenhower   | –                | 22               | 11                   | 09                   | 11         | 12         | 08         | 09                   | 09         | 09                       | 10         | 08                       | 08         |
| 35     | John F. Kennedy        | –                | –                | 13                   | 14 (tie)             | 08         | 10         | 10         | 15                   | 08         | 18                       | 14         | 15                       | 06         |
| 36     | Lyndon B. Johnson      | –                | –                | 10                   | 12                   | 14         | 15         | 13         | 12                   | 11         | 17                       | 15         | 19                       | 11         |
| 37     | Richard Nixon          | –                | –                | 34                   | 34                   | 28         | 25         | 23         | 32                   | 25         | 33                       | 26         | 32                       | 27         |
| 38     | Gerald R. Ford         | –                | –                | 24                   | 23                   | 23         | 27         | 32         | 27                   | 23         | 28                       | 28         | 28                       | 22         |
| 39     | Jimmy Carter           | –                | –                | 25                   | 26                   | 33         | 24         | 25         | 19                   | 22         | 30                       | 25         | 34                       | 25         |
| 40     | Ronald Reagan          | –                | –                | –                    | –                    | 16         | 22         | 20         | 26                   | 10         | 08                       | 16         | 06                       | 10         |
| 41     | George H. W. Bush      | –                | –                | –                    | –                    | –          | 18         | 31         | 22                   | 20         | 21                       | 22         | 21                       | 18         |
| 42     | Bill Clinton           | –                | –                | –                    | –                    | –          | –          | 16         | 23                   | 21         | 24                       | 18         | 22                       | 15         |
| 43     | George W. Bush         | –                | –                | –                    | –                    | –          | –          | –          | –                    | –          | –                        | 23         | 18                       | 36         |
| 44     | Barack Obama           | –                | –                | –                    | –                    | –          | –          | –          | –                    | –          | –                        | –          | –                        | –          |
| 45     | Donald Trump           |                  |                  |                      |                      |            |            |            |                      |            |                          |            |                          |            |
| 46     | Joe Biden              |                  |                  |                      |                      |            |            |            |                      |            |                          |            |                          |            |

## Xếp hạng của công chúng

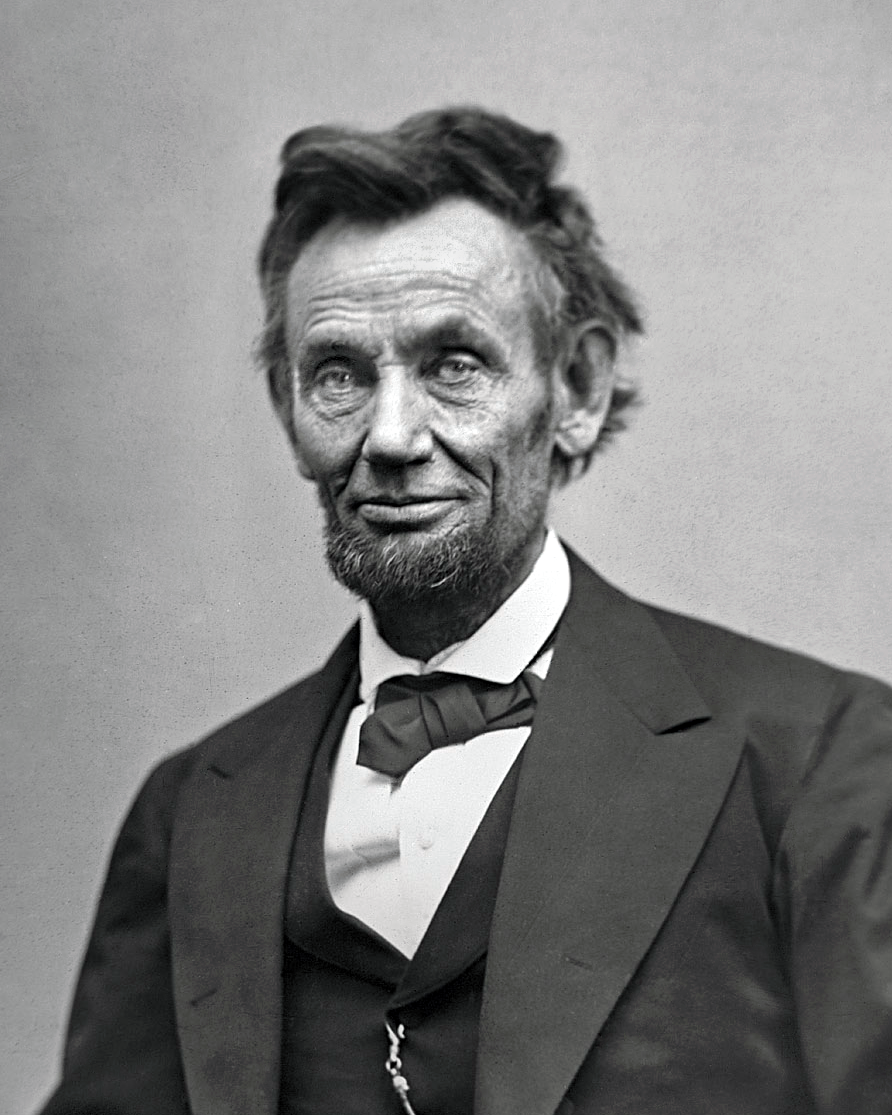
Abraham Lincoln thường đứng đầu các bảng xếp hạng vì các quyết định đúng đắn trong thời gian Nội chiến Hoa Kỳ và tài hùng biện, ví dụ trong Diễn văn Gettysburg.

Vào năm 2000, đài truyền hình ABC đã tiến hành cuộc thăm dò với câu hỏi "Theo bạn tổng thống Hoa Kỳ nào là vĩ đại nhất?", kết quả từ 1012 người được hỏi như sau:
1. Abraham Lincoln (19%)
2. John F. Kennedy (17%)
3. Franklin Roosevelt (11%)
4. Không ý kiến (10%)
5. Ronald Reagan (9%)
6. George Washington (8%)
7. Bill Clinton (7%)
8. Theodore Roosevelt (4%)
9. George H.W. Bush (4%)
10. Thomas Jefferson (3%)
11. Harry Truman (2%)
12. Richard Nixon (2%)
13. Jimmy Carter (1%)
14. Dwight Eisenhower (1%)

Năm 2007, công ty thống kê đại chúng Rasmussen Reports tiến hành cuộc thăm dò ý kiến công chúng về việc họ ủng hộ và không ủng hộ tổng thống Hoa Kỳ nào. 6 tổng thống có ít nhất 80% ý kiến ủng hộ (favorable) là George Washington, Abraham Lincoln, Thomas Jefferson, Theodore Roosevelt, Franklin D. Roosevelt, and John F. Kennedy, 2 tổng thống duy nhất có ít nhất 50% ý kiến không ủng hộ (unfavorable) là Richard Nixon và George W. Bush.
1. George Washington (94% favorable)
2. Abraham Lincoln (92% favorable)
3. Thomas Jefferson (89% favorable)
4. Theodore Roosevelt (84% favorable)
5. Franklin D. Roosevelt (81% favorable)
6. John F. Kennedy (80% favorable)
7. John Adams (74% favorable)
8. James Madison (73% favorable)
9. Ronald Reagan (72% favorable)
10. Dwight Eisenhower (72% favorable)
11. Harry Truman (70% favorable)
12. Andrew Jackson (69% favorable)
13. Gerald Ford (62% favorable)
14. John Quincy Adams (59% favorable)
15. Ulysses S. Grant (58% favorable)
16. Jimmy Carter (57% favorable)
17. William Taft (57% favorable)
18. George H.W. Bush (57% favorable)
19. Woodrow Wilson (56% favorable)
20. Bill Clinton (55% favorable)

...
1. George W. Bush (66% unfavorable)
2. Richard Nixon (60% unfavorable)

Năm 2005, Washington College tiến hành thăm dò 800 người trưởng thành với câu hỏi "Theo bạn tổng thống Hoa Kỳ nào là vĩ đại nhất trong lịch sử?", kết quả như sau:
1. Abraham Lincoln (20%)
2. Ronald Reagan (15%)
3. Franklin D. Roosevelt (12%)
4. John F. Kennedy (11%)
5. Bill Clinton (10%)
6. Khác/Không biết (9%)
7. George W. Bush (8%)
8. George Washington (6%)
9. Theodore Roosevelt (3%)
10. Dwight Eisenhower (3%)
11. Jimmy Carter (2%)
12. Thomas Jefferson (2%)
13. Richard Nixon (1%)
14. John Adams (<1%)
15. Andrew Jackson (<1%)
16. Lyndon Johnson (<1%)

Năm 2007, cuộc thăm dò Gallup về tổng thống Hoa Kỳ vĩ đại nhất cho kết quả:
1. Abraham Lincoln (18%)
2. Ronald Reagan (16%)
3. John F. Kennedy (14%)
4. Bill Clinton (13%)
5. Franklin Roosevelt (9%)
6. Khác/Không/Không ý kiến (8%)
7. George Washington (7%)
8. Harry Truman (3%)
9. George W. Bush (2%)
10. Theodore Roosevelt (2%)
11. Dwight Eisenhower (2%)
12. Thomas Jefferson (2%)
13. Jimmy Carter (2%)
14. Gerald Ford (1%)
15. George H.W. Bush (1%)
16. Richard Nixon (0%)

Với các tổng thống Hoa Kỳ nhậm chức trong thời gian gần đây, năm 2006, Đại học Quinnipiac thăm dò về tổng thống tồi nhất Hoa Kỳ trong 61 năm qua với kết quả:
1. George W. Bush (34%)
2. Richard Nixon (17%)
3. Bill Clinton (16%)
4. Jimmy Carter (13%)
5. Không rõ/không có ý kiến (5%)
6. Lyndon Johnson (4%)
7. George H. W. Bush (3%)
8. Ronald Reagan (3%)
9. Gerald Ford (2%)
10. Harry Truman (1%)
11. John Kennedy (1%)
12. Dwight Eisenhower (<1%)

Năm 2006, một cuộc thăm dò của USA Today/Gallup về các tổng thống Hoa Kỳ từ cuối thập niên 1970 cho kết quả:
| Kết quả            | George W. Bush | Bill Clinton | George H.W. Bush | Ronald Reagan | Jimmy Carter | Gerald Ford |
| ------------------ | -------------- | ------------ | ---------------- | ------------- | ------------ | ----------- |
| 1. Xuất sắc        | 4%             | 12%          | 5%               | 24%           | 11%          | 6%          |
| 2. Trên trung bình | 15%            | 33%          | 27%              | 40%           | 27%          | 17%         |
| 3. Trung bình      | 27%            | 29%          | 50%              | 26%           | 38%          | 60%         |
| 4. Dưới trung bình | 25%            | 15%          | 10%              | 6%            | 13%          | 9%          |
| 5. Tồi             | 29%            | 10%          | 8%               | 4%            | 9%           | 3%          |
| không rõ           | -              | -            | -                | 1%            | 3%           | 5%          |